# Chợ Thủ

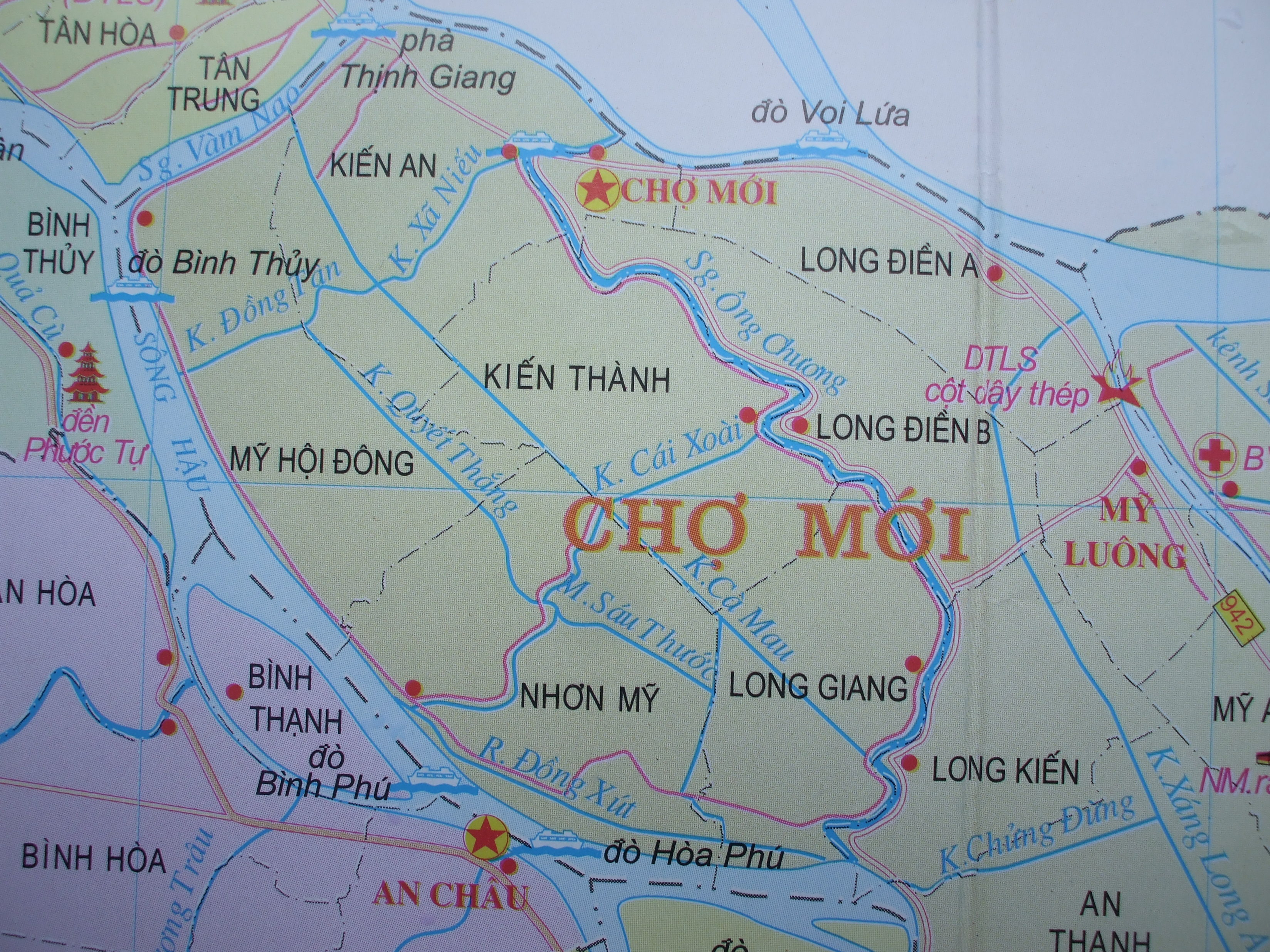
Bản đồ khu vực Chợ Thủ.

Chợ Thủ là một địa danh ở xã Long Điền A, huyện Chợ Mới, tỉnh An Giang (Việt Nam), trên đoạn đường từ thị trấn Mỹ Luông đến thị trấn Chợ Mới.

## Tên gọi
Theo nhà văn Sơn Nam thì địa danh Chợ Thủ là tên gọi tắt của Thủ Chiến Sai hay Chiến Sai Thủ Sở, nằm ở phía tây sông Trà Thôn. Chiến Sai, vốn là tên Kiến Sai (tên Khmer là Kiên Svai, có nghĩa là chòm cây xoài) nói trại ra. Thủ là đồn để canh giữ, bảo vệ việc đi lại trên sông rạch.
Thời chúa Nguyễn Ánh, Thủ Chiến Sai cùng với đạo Tân Châu ở Cù lao Giêng đều được dời lên Tân Châu. Từ đó, nơi đây có tên là Cựu Thủ Chiến Sai hay Cựu Chiến Sai Thủ Sở. Đến đời vua Minh Mạng (1840), vùng chợ Thủ này được đổi thành bảo An Lạc (bảo là đồn nhỏ). Ngoài ra, trước đây vùng này còn được gọi là Củ Hủ, Cù Hu hay Cỗ Hỗ.

## Lịch sử
Năm 1700, Thống suất Nguyễn Hữu Cảnh đã cho đình binh (trú quân) tại tả ngạn sông Hậu (cồn Cây Sao, sau được gọi là Cù lao Ông Chưởng), trước khi qua sông Tiền, trút hơi thở cuối cùng tại Sầm Giang (Rạch Gầm, Mỹ Tho) vào năm đó. Số quân sĩ của Nguyễn Hữu Cảnh là những người Việt mang từ miền Trung vào, họ bắt đầu châm rễ tại những vùng đất mới, trong số đó có vùng Chợ Thủ .
Cũng theo Sơn Nam, thì Chợ Thủ là một vị trí chiến lược. Nó cùng với đạo Hùng Ngự (nay là Hồng Ngự) và Tân Châu là 3 cứ điểm quan trọng để coi giữ vùng Cù lao Giêng, lỵ sở của đạo Tân Châu . Nhờ có đồn (thủ) từ xưa, nên nơi đây phát triển sớm hơn Chợ Mới (gọi Mới là vì mới thành lập sau khi Pháp đến). Và nhờ có gỗ súc từ Campuchia đưa về trạm kiểm lâm Tân Châu với chi phí tương đối nhẹ, cộng với tay nghề khéo léo, khiến Chợ Thủ phát triển ngành mộc, đủ sức cạnh tranh với hàng mộc từ Lái Thiêu (Bình Dương) và Biên Hòa đưa xuống . Bên cạnh nghề mộc, theo Nguyễn Liên Phong, thì người dân ở đây còn thành thạo nghề ươm dệt (xem phần thơ ca).
Và cũng vì có vị trí chiến lược, mà nơi đây đã xảy ra một trận thủy chiến (hỏa công) ác liệt vào đầu năm Giáp Ngọ (1834). Theo sử liệu thì vào cuối năm Quý Tỵ (1833), sau khi nhận lời cầu viện của Lê Văn Khôi, thủy quân Xiêm tiến đến Thuận Cảng (sông Vàm Nao). Bị tướng Trương Minh Giảng chỉ huy chận đánh, nên họ phải rút lui. Nhưng tháng sau, tháng Giêng năm Giáp Ngọ (1834), họ lại tràn xuống, theo Sông Tiền. Quân Việt lui đến rạch Cỗ Hỗ (Chợ Thủ) thì đánh tan được quân Xiêm, buộc họ phải lui về giữ phủ Ba Cầu Nam thuộc Chân Lạp. Sau đó, quân Xiêm lại tổ chức tấn công. Tướng Trương Minh Giảng lại cho quân lui về Cổ Hỗ, đóng đồn hai bên bờ, cố phòng thủ.
Sử nhà Nguyễn chép: 
 Giặc Xiêm dẫn binh thuyền hơn trăm chiếc, từ Thuận Cảng xuống, bày ngang giữa dòng sông, ngày đêm dùng đại bác bắn phá quân ta. Ta chờ quân chi viện, nhưng giặc ở phía thượng nguồn bèn nhân đêm tối, thừa lúc nước ròng, noi theo hai bên tả hữu bờ sông, phóng lửa đốt thuyền quân ta, rồi giặc đem quân đến đồn phía tả ngạn mà đánh... Quản vệ Phạm Hữu Tâm đốc binh đánh từ giờ Dần đến giờ Tỵ, chém kẻ cầm đầu của giặc là Phi Nhã Khổ Lặc. Quân giặc chết nhiều, thây chồng lên nhau. Giặc liền lui. Ngài (vua Minh Mạng) xuống dụ ban khen... Tháng 10 năm Giáp Ngọ (1834), phong Thống chế Phạm Hữu Tâm tước Tân Phúc nam để tỏ rõ công đánh giặc Xiêm ở Thuận Cảng và ở Chiến Sai .
Sau lần đại bại này, quân Xiêm tháo chạy hết về nước.

## Trong thơ ca

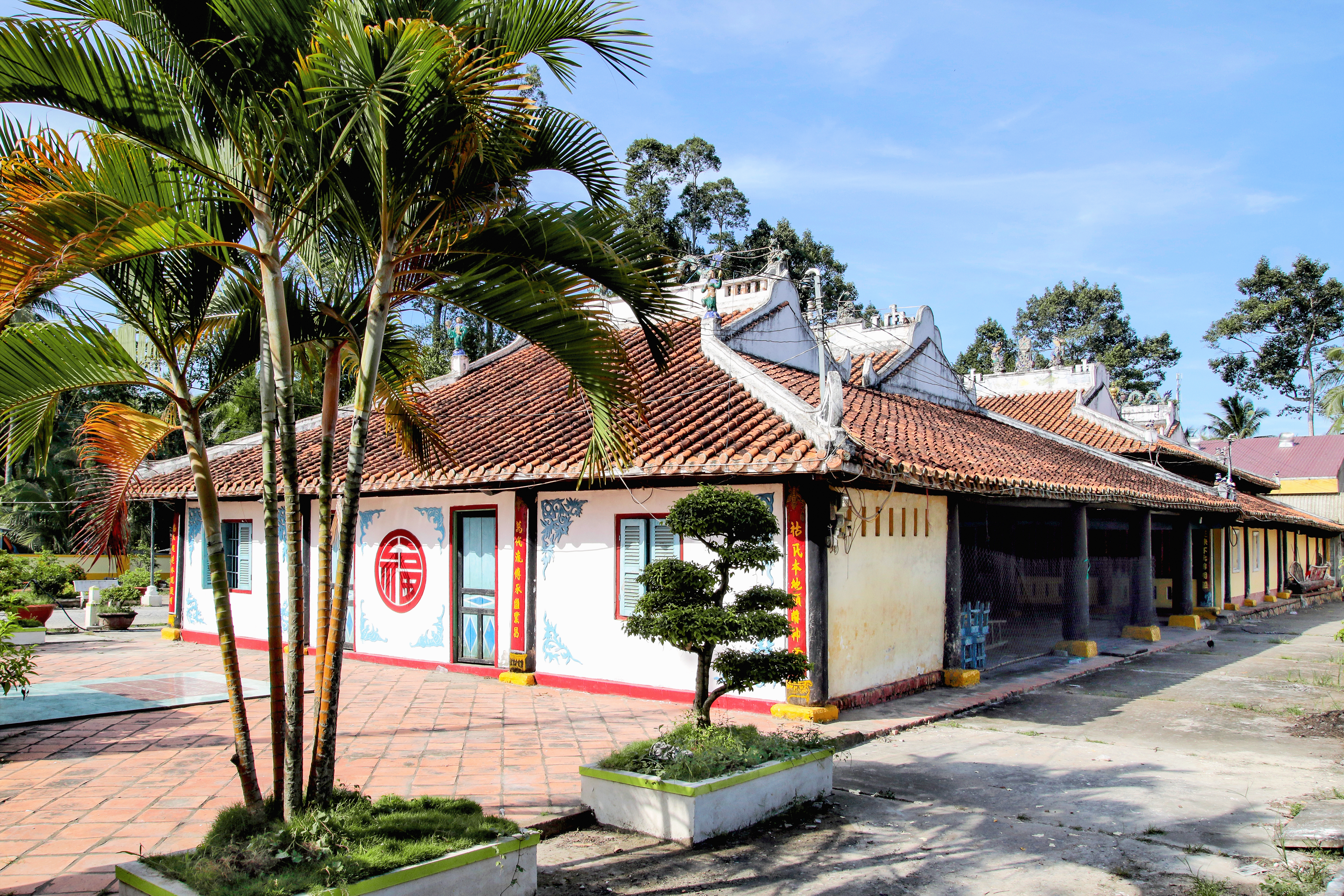
Đình Chợ Thủ ở xã Long Điền A, huyện Chợ Mới, An Giang

Trong Nam Kỳ phong tục diễn ca (1909) của Nguyễn Liên Phong có đoạn mô tả Chợ Thủ như sau:
Thủ Chiến Sai, xứ quê mùa,
Nhơn dân đông đảo, miếu chùa nghiêm trang.
Trại cưa dãy dọc, dãi ngang,
Chuyên nghề ươm dệt cả làng thói siêng.
Nam phụ (lão ấu) nội thôn (Tú Diền),
Đều là biết dệt nghề riêng trong nhà.
Xung quanh mấy chỗ gần xa,
Mua hàng chợ Thủ, tiếng đà xưa nay.
Trời sanh phong thổ cũng hay,
Trên tơ lụa đủ, dưới cây ván nhiều.
Công dung ngôn hạnh mỹ miều,
Gái hay thêu dệt, người đều thanh thao...
Chính vì nết đẹp này, mà ở Nam Bộ còn lưu truyền câu:
Thủ Thiêm, Thủ Đức, Bến Lức, Thủ Đoàn,
Anh phải lòng nàng tại Thủ Chiến Sai.
Long Điền, Chợ Thủ quê anh,
Trai chuyên đóng tủ, gái sành cửi canh.
Dệt hàng, chịu mặc chẳng lành,
Giường chỏng nghề rành, anh ngủ sạp tre.

## Thông tin khác
Chợ Thủ đã có từ xưa, hiện nay đã được xây cất khang trang ở đầu rạch Trà Thôn, thuộc xã Long Điền A, huyện Chợ Mới. Ở đây có một ngôi đình chính là đình Chợ Thủ, ngày cúng đình là ngày rằm tháng 6 âm lịch hàng năm. Ngoài ra, nơi đây còn có nhà thờ Chợ Thủ được xây dựng từ thời Pháp thuộc. Bờ sông ở nơi đây hiện đang bị sạt lỡ khá nghiêm trọng .

## Sách tham khảo chính
- Quốc sử quán triều Nguyễn (Cao Xuân Dục làm Tổng tài), Quốc triều sử toát yếu. Nhà xuất bản Văn học, 2002.
- Sơn Nam, Lịch sử An Giang. Nhà xuất bản Tổng hợp An Giang, 1988.
- Nhiều người soạn, Địa chí An Giang (Quyển 2). UBND tỉnh tổ chức biên soạn và ấn hành 2007.
- Phan Văn Kiến, Lịch sử địa phương An Giang. Nhà xuất bản Giáo dục, 2009.